# الثورة الألبانية (1910)
الثورة الألبانية (بالإنجليزية: Albanian revolt of 1910)‏ (المعروفة باسم انتفاضة عام 1910 في التاريخ الألباني) كانت بمثابة رد فعل على سياسات المركزية للحكومة العثمانية الجديدة في ألبانيا، حيث كانت أول سلسلة من الانتفاضات الكبرى بالبانيا وتم دعم المتمردين الألبان من قبل مملكة صربيا، وكانت قد أدت الضرائب الجديدة المفروضة في الأشهر الأولى من عام 1910 إلى نشاط عيسى بوليتيني لإقناع الزعماء الألبان الذين شاركوا بالفعل في انتفاضة 1909 لمحاولة الثورة مرة أخرى ضد الدولة العثمانية، وتم القيام بعدة هجمات على العثمانيين في البكر (الآن بريشتينا ) و فيريزوفيك (الآن فيريزاي)، وقتل القائد العثماني في إيبيك (الآن PEC)، كما قام المتمردين بتعطيل السكك الحديدية المتجهة إلى سكوبي في كاتشانيك مما أدي إلي إعلان الحكومة عن العمل بالأحكام العرفية في المنطقة.
وبعد أسبوعين من القتال الشرس انسحبت القوات الألبانية إلى منطقة درينكا، في حين استولى الجيش العثماني علي مدن بريزرن وياكوفا (الآن غياكوفا)، كما استعاد العثمانيون إيبك في 1 يونيو 1910 وبعد شهرين دخلوا شكودر.

## أحداث
حاول القائد عيسى بوليتيني خلال الأشهر الأولى من عام 1910 تنسيق القوات من أجل انتفاضة جديدة عن طريق زيارة العشائر الألبانية التي التجأت إلى الجبل الأسود بعد فشل انتفاضة صغيرة سابقة حصلت في عام 1909. فرض الحاكم الجديد ماسار بي في هذا الوقت ضريبة جديدة على السلع، والتي لاقت رفضًا كبيرًا على الفور. عقد الزعماء الألبان اجتماعين آخرين في مدينة إيبك (مدينة بيش حاليًا) ومدينة فريزوفيتش (مدينة فريزاج حاليًا) حيث أقسموا يمين البيسا للتوحد ضد سياسة المركزية الخاصة بالحكومة العثمانية الجديدة. هاجمت القوات التي يقودها عيسى بوليتيني القوات العثمانية في بريشتينا وفريزوفيتش، وقُتل قائد القوات العثمانية في مدينة بيش على أيدي السكان المحليين. أعلنت الحكومة العثمانية الأحكام العرفية وأرسلت حملة عسكرية مؤلفة من 16 ألف رجل بقيادة شفقت تورغوت باشا الذي ذهب إلى إسكوبية في أبريل في عام 1910.
قطع 3000 ألباني تحت حكم إدريس سفيري السكك الحديدية المؤدية إلى إسكوبية عند ممر مدينة كاتشانيك. استولوا على قطار ينقل الجنود والإمدادات العسكرية إلى حامية بريشتينا العثمانية، ونزعوا سلاح الجنود واحتجزوا الإمدادات. هاجمت القوات العثمانية ممر كاتشانيك لكن المقاومة التي قدمها الألبان بقيادة إدريس سفيري أوضحت أن القوات العثمانية البالغ عددها 16 ألف جندي كانت غير كافية لإنهاء التمرد ما أدى إلى ازدياد عددهم إلى 40 ألف رجل. استولت القوات العثمانية على ممر كاتشانيك بعد أسبوعين من القتال العنيف، وهاجمت القوات الألبانية بقيادة عيسى بوليتيني وحسن بوداكوفا التي كانت تسد طريق مدينتي فريزوفيتش-بريزرين إلى ممر كاراليفو في نفس الوقت. حاولت القوات العثمانية (التي تفوقت من حيث العدد) في البداية شن هجوم أمامي، ولكن المقاومة الشديدة التي بذلتها جعلتها تغير أساليبها. اتّبعت القوات حركة الكماشة في محاولة لتطويق القوات الألبانية في ممر كاراليفو.
انسحبت القوات الألبانية إلى منطقة درينيتسا بعد ثلاثة أيام من القتال. دخلت القوات العثمانية مدينة بريزرين في منتصف مايو في عام 1910. انتقلوا بعد ذلك إلى ياكوفا وإيبك حيث دخلوا في 1 يونيو في عام 1910. عبرت مجموعة من القوات العثمانية باتجاه سكوتاري (شقودرة حاليًا) بأوامر من الحكومة، وسارت مجموعة أخرى باتجاه منطقة ديبري (المعروفة الآن باسم ديبر في ألبانيا، وديبار في جمهورية مقدونيا الشمالية).
نجحت أول مجموعة تسير إلى سكوتاري في الاستيلاء على ممر موريني بعد قتال مع القوات الألبانية في مناطق غاش وكراسنيك وبيتيتش بقيادة زكير هليلي وعبد الله هوشا وشعبان بيناكو. أُوقفت القوات العثمانية لأكثر من 20 يوم في ممر أغري من قبل القوى الألبانية في مناطق نهر شالي وشوشي ونيكاج ومِرتور بقيادة بريل تولي ومحمد شبندي وماراش ديليا. اتخذت هذه المجموعة طريقًا آخر إلى سكوتاري مروراً بمنطقة بوكي بسبب عدم قدرتهم على قمع المقاومة الشعبية هناك. دخلت القوات العثمانية مدينة سكوتاري (المعروفة الآن باسم شقودرة) في 24 يوليو في عام 1910 خلال هذه الفترة، وأُنشِئت محاكم عسكرية وطُبِّقت العديد من حالات أحكام الإعدام بإجراءات موجزة. جُمِع عدد كبير من الأسلحة النارية وأحرق الجيش العثماني العديد من القرى والممتلكات.
جَلَد الجيش العثماني المكون من الأكراد غير النظاميين القادة في الأماكن العامة، وأحرق القرى وطرد نحو 150 ألف شخص من منازلهم كان ثلثاهم من الصرب.

## ما بعد الكارثة
سيطرت القوات العثمانية (على الرغم من عددها الذي يبلغ 50 ألف رجل) فقط على الأراضي المنخفضة والمدن، وفشلوا في السيطرة على المناطق الجبلية. أعلنت الحكومة العثمانية إلغاء «قانون ليكو دوكادجيني» الذي كان قانون جبل العشائر الألبانية بناءً على طلب القائد العثماني محمد شفقت باشا. ذهبت بعض العشائر الألبانية إلى ملجأ في الجبل الأسود، وطلبت عفوًا من الحكومة العثمانية وإعادة الظروف الحياتية التي اكتسبتها قبل التمرد. لم تقبل الحكومة العثمانية هذا، وأعلنت أيضًا حظر الأبجدية الألبانية والكتب المنشورة فيها. أُعلن عن عدم شرعية المدارس التي تستخدم اللغة الألبانية، وأصبح امتلاك كتاب بالأحرف الألبانية عملاً يعاقب عليه القانون.
واصلت الحملة العثمانية مسيرتها نحو وسط وجنوب ألبانيا وفرضت الحظر الجديد مكتسبة قوتها من عدد المشاركين بها ومواقفها. أغلقت المدارس الألبانية وأُعلن عن عدم شرعية المنشورات بالأبجدية اللاتينية. فُرضت الغرامة على عدد من الصحفيين والناشرين أو حُكم عليهم بالإعدام، وحُظِر دخول الكتب الألبانية المنشورة خارج الإمبراطورية العثمانية. أصبحت ألبانيا أرضًا قاحلة للوطنيين الألبانيين بعد كل ما حدث بها من أحداث، واضطُهدت الثقافة الألبانية بشكل تام. زار السلطان محمد الخامس بريشتينا بعد مرور عام وأعلن عن عفو عن جميع الذين شاركوا في التمرد باستثناء من تلطخت أيديهم بالدماء.
كانت الثورات الألبانية في عامي 1910 و1912 نقطة تحول أثرت على الحكومة التركية الشابة التي انتقلت بشكل متصاعد من اتجاه السياسة العثمانية والإسلام نحو نظرة وطنية تركية فريدة.

## لقراءة متعمقة
- Tallon, James (2012)، The failure of Ottomanism: The Albanian Rebellions of 1909–1912، The University of Chicago، مؤرشف من الأصل في 2016-12-18